# Bitwa pod Würzburgiem
Bitwa pod Würzburgiem – starcie zbrojne, które miało miejsce 3 września 1796 roku w okolicy Würzburga w obecnych Niemczech, w trakcie wojny Francji z I koalicją antyfrancuską. Bitwa rozegrała się między armią francuską dowodzoną przez gen. Jeana-Baptiste'a Jourdana a wojskami austriackimi pod dowództwem arcyks. Karola. Zakończyła się odwrotem wojsk francuskich i zwycięstwem Austriaków.